# Anja Schneider (DJ)
Anja Schneider (geboren in Bergisch Gladbach) ist DJ, Produzentin, Radiomacherin und Labelinhaberin im Bereich der elektronischen Tanzmusik. 

## Werdegang
1994 zog Anja Schneider nach Berlin und fing beim privaten Hörfunksender Kiss FM an. Dort arbeitete sie unter anderem mit Ellen Allien zusammen. Im Jahr 2000 wechselte sie zu Radio Fritz und moderierte dort bis 2017 jeden Samstag die Sendung Dance Under The Blue Moon, eines der bekanntesten deutschen Radioformate für elektronische Musik, in dem sie Neuerscheinungen aus der Clubszene präsentierte. Unter den Gästen waren Künstler wie Luciano, Tiefschwarz, DJ T., M.A.N.D.Y., DJ Hell, John Tejada, Booka Shade, Tobi Neumann und Re.You. 
Schneider war im Zeitraum November 2003 bis April 2005 Resident-DJ im Berliner Club Watergate. Bekannt wurde sie auch durch ihre Partyreihe mit eigens ausgewählten Gästen wie Jennifer Cardini und Jesper Dahlbäck. Seit Juli 2005 war sie regelmäßig im Club WMF in Berlin vertreten. Seit Juni 2004 produziert Anja Schneider zusammen mit dem Berliner DJ und Produzenten Sebo K. Tonite, ihre erste Produktion, fand sich im Juli desselben Jahres bei einigen Künstlern in den DJ-Charts. Nach dem offiziellen Erscheinungstermin im November schaffte es ihr erster Track mit Remixen von The Youngsters und der Dirt Crew auf Platz 8 in die Deutschen Club Charts. Später erstellte sie eine Mix-Compilation mit dem Namen Loveradio Compilation. 2005 gründete Schneider ihr eigenes Label Mobilee Records. Mit einigen Veröffentlichungen von Sebo K, Pan-Pot und Exercise One wurde das Label bekannt. Die mobilee 003 (Anja Schneider & Sebo K – Side Leaps/Rancho Relaxo) schaffte es in den Groove-Charts von September 2005 auf Platz 9. Mit Beyond The Valley erschien 2008 ihr erstes Album.
Seit dem Frühjahr 2017 arbeitete sie beim Sender Radio Eins und moderierte die Sendung Club Room. Im Sommer desselben Jahres verkündete Anja Schneider ihren Weggang von Mobilee Records und gründete das neue Plattenlabel Sous Music. Anfang August 2021 wurde die letzte Sendung des Club Room auf Radio Eins ausgestrahlt.